# Mondeville (Calvados)
Mondeville è un comune francese di 9 811 abitanti situato nel dipartimento del Calvados nella regione della Normandia.

## Società

### Evoluzione demografica
Abitanti censiti